# Michael Gray (calciatore)
Michael Gray (Sunderland, 3 agosto 1974) è un ex calciatore inglese, di ruolo difensore.

## Palmarès

### Club

#### Competizioni nazionali
- Campionato inglese di seconda divisione: 2

Sunderland: 1995-1996, 1998-1999